# Cattedrale della Resurrezione (Biškek)
La cattedrale della Resurrezione (in russo Воскресенский собор?, Voskresenskij sobor) è una cattedrale ortodossa di Biškek, in Kirghizistan, è sede dell'eparchia di Biškek e del Kirghizistan, eparchia sottoposta alla giurisdizione del Patriarcato di Mosca.

## Storia
Nel 1944 un edificio incompiuto presente nella città Biškek è stato convertirlo in chiesa ortodossa quale nuova sede della comunità ortodossa della città. La ricostruzione dell'edificio è stata effettuata dall'architetto V. Veryuzhsky. Le pareti sono state rivestite con piastrelle di ceramica, il tetto è stato decorato con sei piccole cupole su tamburi stretti, è stato innalzato un campanile dell'altezza di 29,5 metri. All'interno è stato realizzato l'altare e tre livelli di iconostasi, quindi il trono della Resurrezione ed il trono di Sant'Alessio.